# Rosalind Elias
Rosalind Elias (Lowell, 13 marzo 1930 – New York, 3 maggio 2020) è stata un mezzosoprano statunitense.

## Biografia
Tredicesima e ultima figlia di una famiglia di origine libanese, studiò dapprima al New England Conservatory, iniziando ad esibirsi con la "New England Opera" dal 1948 al 52, e successivamente si perfezionò al Conservatorio Santa Cecilia a Roma con Luigi Ricci e Nazzareno De Angelis.
Nel 1954 debuttò al Metropolitan Opera come Grimgerde ne La valchiria, iniziando una lunghissima carriera presso il teatro newyorkese, che la vide presente in 686 rappresentazioni, per un totale di 45 ruoli, fino al 1996. Apparve anche, negli anni settanta, alla Staatsoper di Vienna (Carmen) e al Glyndebourne Festival Opera (La carriera di un libertino). Fu poi presente come "Vecchia baronessa" in Vanessa all'Opera di Monte Carlo e a Los Angeles nel 2004 e alla New York City Opera nel 2007. Nel 2011 apparve ancora al John Fitzgerald Kennedy Center for the Performing Arts nel musical Follies, con il quale avrebbe poi anche esordito a Broadway nel 2012.
Il repertorio più eseguito fu quello dell'opera italiana (Il barbiere di siviglia, Il trovatore, Aida, La Gioconda) e francese (Carmen, Werther), oltre a quello mozartiano (Cherubino ne Le nozze di Figaro, Dorabella in Così fan tutte). Nel 1958 creò il ruolo di Erika nella prima assoluta di Vanessa di Samuel Barber e nel 1966 quello di Charmian nella prima di Antonio e Cleopatra, dello stesso compositore, nella serata inaugurale del nuovo Met al Lincoln Center.
Sposata con il professore di diritto Zyhayr Moghrabi dal 1969, ne rimase vedova nel 2015. Morì nel 2020 all'età di 90 anni.

## Repertorio
| Ruolo                | Titolo                      | Autore         |
| -------------------- | --------------------------- | -------------- |
| Erika                | Vanessa                     | Barber         |
| Charmian             | Antony and Cleopatra        | Barber         |
| Judith               | Il castello di Barbablù     | Bartók         |
| Carmen               | Carmen                      | Bizet          |
| Olga                 | Eugenio Onegin              | Čajkovskij     |
| Bersi                | Andrea Chénier              | Giordano       |
| Strega               | Hänsel e Gretel             | Humperdinck    |
| Charlotte            | Werther                     | Massenet       |
| Dorabella            | Così fan tutte              | Mozart         |
| Cherubino Marcellina | Le nozze di Figaro          | Mozart         |
| Marina               | Boris Godunov               | Musorgskij     |
| Laura                | La Gioconda                 | Ponchielli     |
| Suzuki               | Madama Butterfly            | Puccini        |
| Rosina               | Il barbiere di Siviglia     | Rossini        |
| Cenerentola          | La Cenerentola              | Rossini        |
| Heidi Schiller       | Follies                     | Sondheim       |
| Mrs Lovett           | Sweeney Todd                | Sondheim       |
| Octavia              | Il cavaliere della rosa     | Strauss        |
| Baba il Turco        | La carriera di un libertino | Stravinski     |
| Amneris              | Aida                        | Verdi          |
| Meg Page             | Falstaff                    | Verdi          |
| Preziosilla          | La forza del destino        | Verdi          |
| Fenena               | Nabucco                     | Verdi          |
| Azucena              | Il trovatore                | Verdi          |
| Maddalena            | Rigoletto                   | Verdi          |
| Grimgerde            | La Valchiria                | Richard Wagner |

## Discografia

### Incisioni in studio
- Madama Butterfly, con Anna Moffo, Cesare Valletti, Renato Cesari, dir. Erich Leinsdorf - RCA 1957
- La Gioconda, con Zinka Milanov, Giuseppe Di Stefano, Leonard Warren, Plinio Clabassi, dir. Fernando Previtali - RCA/Decca 1957
- La forza del destino, con Zinka Milanov, Giuseppe Di Stefano, Leonard Warren, Giorgio Tozzi, dir. Fernando Previtali - RCA/Decca 1958
- Le nozze di Figaro, con Giorgio Tozzi, Roberta Peters, Lisa Della Casa, George London, dir. Erich Leinsdorf - RCA/Decca 1958
- Il trovatore, con Leontyne Price, Richard Tucker, Leonard Warren, Giorgio Tozzi, dir. Arturo Basile - RCA 1959
- Messa di requiem (Verdi), con Leontyne Price, Jussi Björling, Giorgio Tozzi, dir. Fritz Reiner- RCA/Decca 1960
- L'olandese volante, con George London, Leonie Rysanek, Giorgio Tozzi, dir. Antal Doráti - RCA/Decca 1961
- Madama Butterfly, con Leontyne Price, Richard Tucker, Philip Maero, dir. Erich Leinsdorf - RCA 1962
- Rigoletto, con Robert Merrill, Anna Moffo, Alfredo Kraus, Ezio Flagello, dir. Georg Solti - RCA 1963
- Falstaff, con Geraint Evans, Robert Merrill, Ilva Ligabue, Giulietta Simionato, Mirella Freni, Alfredo Kraus, dir. Georg Solti - RCA/Decca 1963
- Il castello del Duca Barbablù, con Jerome Hines, dir. Eugene Ormandy - CBS Sony 1973

### Registrazioni dal vivo
- Il trovatore, con Kurt Baum, Maria Curtis Verna, Frank Guarrera, dir. Max Rudolf - Met 1957 ed. Metropolitan Opera Record
- La Périchole, con Patrice Munsel, Cyril Ritchard, Theodore Uppman, Paul Franke, Heidi Krall, Calvin Marsh, Charles Anthony Caruso, Jean Morel, Alessio De Paolis, dir. Ralph Herbert - Met 1957 ed. Naxos
- Don Giovanni (Zerlina), con Cesare Siepi, Geraint Evans, Teresa Stich-Randall, Elisabeth Schwarzkopf, Jan Peerce, dir. Joseph Rosenstock - Met 1966 ed. Lyric Distribution
- Werther, con Franco Corelli, Dominic Cossa, Colette Boky, dir. Jan Behr - Met 1972 ed. Myto

### DVD
- The Rake's Progress - Bernard Haitink/Rosalind Elias/Felicity Lott/Samuel Ramey/London Philharmonic Orchestra, Glyndebourne Festival Opera 1975 Arthaus